# Bandamaryllis
Bandamaryllis (Hippeastrum vittatum) är en art i amaryllissläktet utbredd från centrala Brasilien till Peru. Odlas ibland som krukväxt. Är en av föräldra-arterna bakom dagens moderna så kallade amaryllis-hybrider.
Löken är rundad, 5-8 cm i diameter, med en kort lökhals. Blad avlånga, rundade, 45-60 cm långa, 2,5-3,5 cm vida. Blomstjälkar 60-100 cm, med 2-6 blommor. Blommor 9-15 cm långa, nickande, vita med röda strimmor.
Artepitetet vittatum (lat.)  betyder bandad eller smyckat med band.

## Odling
Se amaryllisar.

## Hybrider
- H. ×johnsonii.

## Synonymer
- Amaryllis vittata L'Herit,
- Amaryllis vittata var. harrisoniae Lindley, 1826 ?
- Amaryllis vittata var. major Lindley, 1821
- Amaryllis vittata var. tweediana (Herbert) Traub, 1958
- Chonais vittata (L'Herit) Salisbury, 1866
- Hippeastrum ambiguum var. tweedianum Herbert, 1837
- Hippeastrum tweedianum Herbert, 1837
- Hippeastrum vittatum var. harrisonianum (Lindley) Herbert, 1837
- Hippeastrum vittatum var. latifolium Herbert, 1837